# 弗朗切斯科·德维科
弗朗切斯科·德维科（義大利語：Francesco de Vico，1805年5月19日—1848年11月15日）是一位意大利天文学家暨耶稣会神甫。

## 生平
1805年5月19日，他出生在马切拉塔，在乌尔比诺接受了大学教育，并在1835年担任助理总监，1839出任梵蒂冈天文台台长。
1848年的意大利革命中断了他的天文工作，他被迫流亡海外，遍历巴黎、伦敦和美国等地。在美国曾受到总统的接见。
他很高兴美国能接纳他，因而决定定居于乔治敦大学，不过，他先返回了欧洲，想招募一批同僚并为由他管理的纽约天文台购买一些仪器设备。不幸的是，由于旅途劳顿，他在1848年11月15日病逝于伦敦。

## 研究
他曾在相对较短的时间内发现了很多的彗星，包括周期性的54P/德威科-斯威夫特-尼特彗星和122P/德維科彗星。他还独立地发现了米切尔小姐彗星（C／1847 t1）-晚于美国女天文学家玛丽亚·米切尔二天。在米切尔小姐发现彗星的消息传到欧洲前，德维科神父曾公布了他的发现，因而，该彗星起初曾以他的名字命名。由于是第一颗通过望远镜发现的彗星，为此，他获得了丹麦国王的颁奖（在此之前，所有彗星的发现都是通过肉眼看到的）。后来，米切尔被认可是首位发现者并也获得了奖章。
他还对土星和土星环缝进行了观察（他是第一个观看土星环窄缝的人，现在被以詹姆斯·爱德华·基勒之名命名为基勒环缝）；他也因对金星斑块的研究而闻名，曾想测定其自转周期而未成功。
他曾着手过一项雄心勃勃的计划，编制一幅视星等低至11级的星图。
德维科还是一位教堂音乐作曲家。
月球上的德维克陨石坑以及小行星20103 德维科就是以他的名字命名的。

## 讣告
- MNRAS 9 (1849) 65 （页面存档备份，存于）

## 另请参阅
- 德维科彗星
- 罗马天主教科学家教士名单

## 备注
1. 1 2 3 4   . . 1879.